# Старые Маклауши
Старые Маклауши — село в Майнском районе Ульяновской области, административный центр Старомаклаушинского сельского поселения.

## География
Находится на реке Маклаушка на расстоянии примерно 38 километра на север по прямой от районного центра поселка Майна.

## История
По строельной книге г. Синбирска 157 (1649) года отмерено на пашню новозаписным служилым татарам в деревне Маклаушах, Якупке Атабаеву с товарищи, на 50 человек, 3060 четвертей земли, от Кучаровского леса вниз по речкам Большой и Малой Маклаушке. В 1667 году в деревне Якупки Атабаева, Маклауш тож, был один двор цельный, 5 дворов без чети и полудворников, населенные мордвою, каким образом и когда мордва поселились в этой татарской деревне — неизвестно, но она совершенно вытеснила отсюда татар.  
27 сентября (7 октября) 1670 года под мордовской деревней Моклоуш произошёл бой правительственных войск князя Юрия Барятинского с разинцами. 
В 1780 году, при создании Симбирского наместничества, «деревня Моклоуш, при речке Моклауше, крещеной мордвы, тут же деревня Новая Моклоуш, жители в ней числятся по ревизии в деревне оной Моклоушах», вошла в состав Тагайского уезда. С 1796 года — в Симбирском уезде Симбирской губернии.
С 1789 года прихожане Старых Маклауш ходили в Троицкую церковь села Чуфарово.
Во время генерального межевания, в 1799 г., в д. Старых Маклаушах, числившихся тогда в Буинском уезде, было 48 дворов новокрещённой мордвы (139 муж. и 150 жен.) и 24 двора (59 муж. и 58 жен.) русских казённого ведомства крестьян, в 1903 году здесь всего 181 двор, а жителей 1203 человека (611 муж. и 592 жен.).
В Старых Маклаушах в значительной степени развит шерстобитный промысел; не только на всю губернию здесь приготовляют войлочные шляпы да сапоги, но почти все домой хозяева (более 130) уходят на этот промысел далеко за Волгу, где и проводят все свободное от полевых занятий время: и с половины сентября до половины апреля, возвращаясь домой с хорошим заработком. Независимо от этого местные крестьяне занимаются ещё садоводством: по берегу р. Маклаушки разведено уже не мало хороших фруктовых садов и с каждым годом число садов увеличивается.
В 1859 году в д. Старые Маклауши в составе 1-го стана, по тракту из г. Буинска в г. Карсун, в Симбирском уезде Симбирской губернии.
В деревне Старых Маклаушах в 1900 г. открыта школа грамоты.
В 1913 году в селе было 275 дворов, 1460 жителей (население считалось мордовским), церковь и церковно-приходская школа.
В поздние советские годы работал колхоз «Единство».

## Население
Население составляло: в 1780 г. жителей было: 134 человек; в 1799 г. было 48 дворов новокрещённой мордвы (139 муж. и 150 жен.) и 24 двора (59 муж. и 58 жен.) русских казённого ведомства крестьян; в 1859 г. в 69 дворах жило: 396 муж. и 452 жен. ; в 1900 г. в д. Старых Маклаушах (насел. мордовское, в 2 в.) в 152 дв. 583 м. и 611 ж.; в 1903 году здесь всего 181 двор, а жителей 1203 человека (611 муж. и 592 жен.). 528 человек в 2002 году (русские 74%), 492 — по переписи 2010 года.

### Известные уроженцы
- Козлов, Алексей Иванович (полный кавалер ордена Славы).
- Иван Федорович Лытяков — работал 1 секретарем Тагайского райкома ВЛКСМ Ульяновской области, работал в Ульяновском обкоме комсомола и облисполкоме. В августе 1952 года назначен управляющим Ульяновской областной конторой по кинопрокату, занимал эту должность до 1983 года. Заслуженный работник культуры РСФСР[9]. Занесён в региональную книгу Почёта «Герои малой Родины»[10].

## Достопримечательности
- Памятник воинам, погибшим в Великой Отечественной войне (Старые Маклауши, 1980 годы)[11].